# Egiptomania

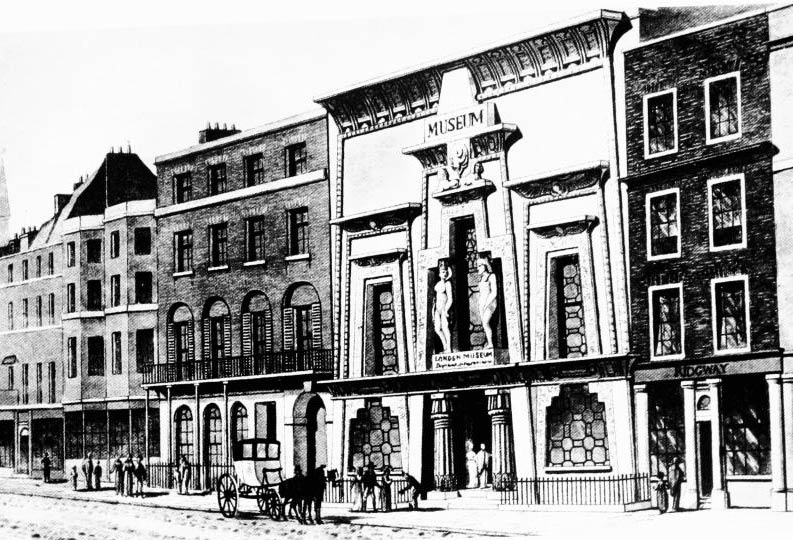
Tzw. Egyptian Hall w Londynie w 1815 r.

Egiptomania (ang. Egyptian revival, Nile style) – zjawisko powstałe na gruncie fascynacji Europejczyków kulturą starożytnego Egiptu w wyniku odkryć naukowych dokonanych w XVIII i XIX wieku. 
Znajdując odbicie w wielu dziedzinach ówczesnego życia, szczególnie uwidoczniło się w architekturze i sztukach plastycznych oraz w literaturze. 
Polegało na zapożyczaniu rozmaitych elementów z kultury staroegipskiej, często z nadaniem im nowego znaczenia, oderwanego od historycznego.